# ویلهلم فون بیلا
بارون ویلهلم فون بیلا (آلمانی: Wilhelm Freiherr von Biela) افسر نظامی و ستاره شناس غیر حرفه‌ایِ آلمانی-اتریشی بود.

## زندگی‌نامه

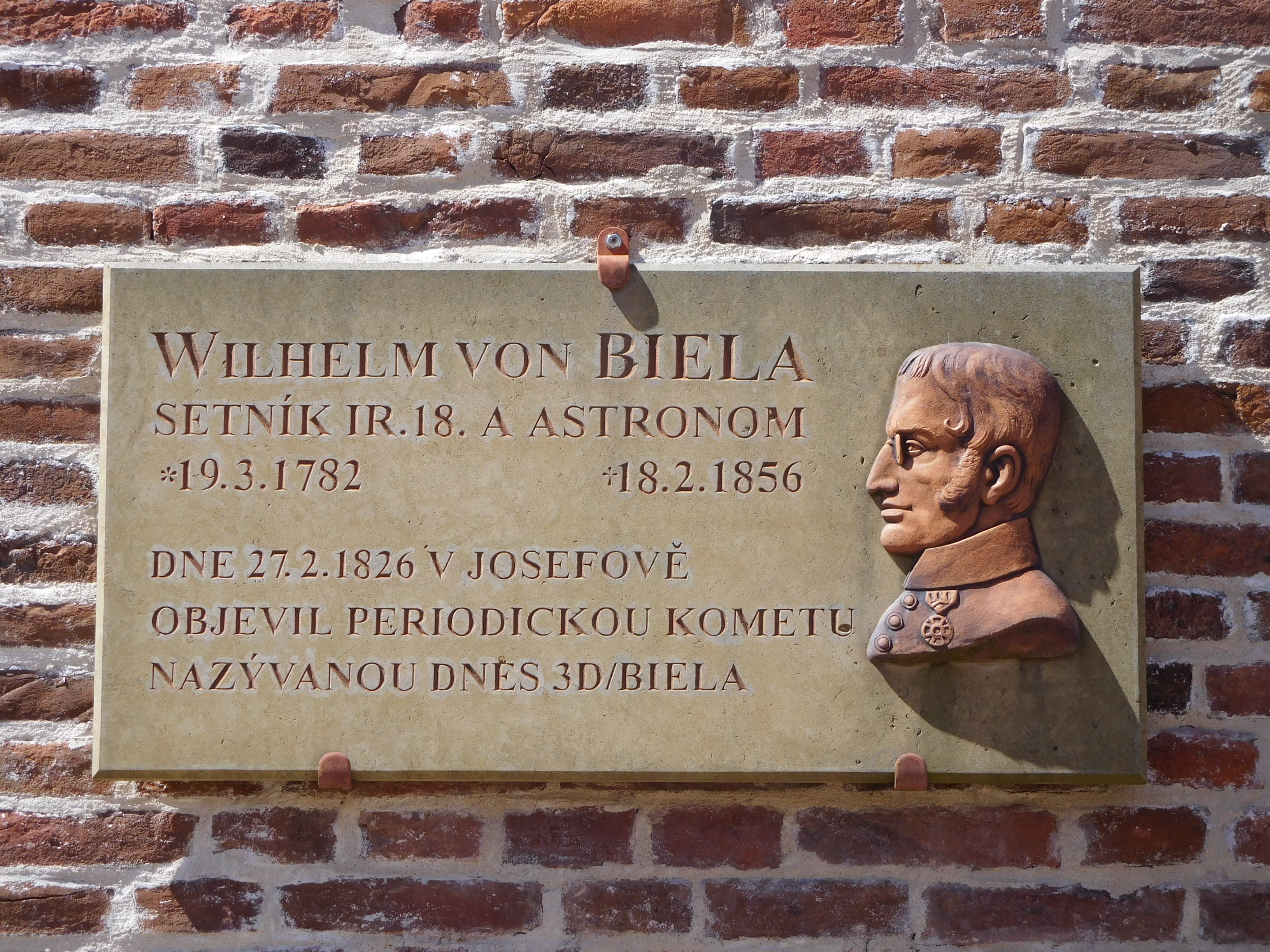
نشان یادبود در دژ جوزفوف

ویلهلم فون بیلا در روستای روسلا (شمال آلمان) در خانواده ای اشرافی و پروتستان به دنیا آمد. خانواده او در اصل اهل جمهوری چک بودند که به همراه رهبر خانواده، فریدریش فون بیلا به ایالت زاکسن آلمان تبعید شدند. فریدریش فون بیلا در سال ۱۶۲۱ طی جنگ‌های مذهبی آن دوره در پراگ اعدام شد. بیلا آخرین عضو دودمانه خانواده خود بود.
او پس از اتمام تحصیل در دانشکده نظامی درسدن در سال ۱۸۰۲ به ارتش اتریش پیوست و به عنوان دانشجوی دانشکده افسری در پیاده نظامِ هنگ هجدهم گراف استوارت خدمت کرد و بعدها به فرماندهی گارد گرنادیر ترفیع پیدا کرد و در تعدادی از عملیات‌های نظامی علیه ناپلئون بین سال‌های ۱۸۰۵ تا ۱۸۰۹ شرکت کرد. وی در نبرد لایپزیگ در سال ۱۸۱۳ آجودان جنرال مروولت بود که در جریان این نبرد به شدت مجروح شد.
بیلا در سال ۱۸۱۵به پراگ رفت و زیر نظر استادش، مارین آلویز دیوید به مطالعه ستاره‌شناسی پرداخت. او بعد در ایتالیا خدمت کرد و به مقام فرماندهی نظامی شهر روویگو رسید.
او در زمینه نجوم در بررسی و رصد مدارهای ستاره های دنباله دار تخصص پیدا کرد و همچنین برخی از لکه های خورشیدی را رصد کرد و نتیجه مشاهدات خود را در یک سری از مقالات که عمدتاً در مجله‌یِ اخبار ستاره‌شناسی به چاپ می‌رسید با موضوعاتی مانند دنباله دارها، ملاحظات نظری دنباله دارها، سقوط درونِ خورشید و تیکو براهه منتشر کرد و همچنین تحقیقات مفصل تری در مورد چرخش سیاره ای منتشر کرد. او در مقدمه مقاله اش اظهار داشت که اگرچه این کار نتیجه سال‌ها مطالعه است، اما می‌توان آن را در نیم ساعت خواند.
بیلا در سال ۱۸۲۶ ستاره دنباله‌دار گمشده ای را دید که چندین بار دیگر هم توسط عده‌ای از ستاره شناس‌ها دیده شده بود. او این دنباله‌دار را دنباله‌دار دوره ای بیلا نامید. ستاره دنباله داربیلا در سال ۱۸۴۶ تقسیم شد و به صورت جفت ستاره ای در آمد و سرانجام در سال ۱۸۵۲ هر دو قسمت ستارهٔ دنباله داری که بیلا مشاهده کرده بود چنان تکه تکه و خرد شدند که دیدن شان غیر ممکن گردید.
اطلاعات کمی در مورد زندگی شخصی بیلا دردست است. او با زنی به نام آنا (ادل فون والنسنتن) ازدواج کرده بود و یک فرزندِ دختر داشت که در سال ۱۸۲۰ به دنیا آمده بود.
بیلا سرانجام در سال ۱۸۵۶ در ونیز درگذشت.

## یادداشت ها
1. ↑  Solc, M. "History of the comet 3D/Biela" in Electronic supplement to Dissertatio cum Nuncio Sidereo, Series Tertia, No. 7 – 22 August 2006
2. ↑  von Wurzbach, C. Biographisches lexikon des kaiserthums Oesterreich, vol 1, K. K. Hof- und staatsdruckerei, 1856, p.390
3. ↑  Wurzbach, p.389
4. ↑  Frommert, Comet 3D/Biela, seds.prg

## مطالعه بیشتر
- Die zweite grosse Weltenkraft های nebst Ideen über einige Geheimnisse der physischen Astronomie, oder Andeutungen zu einer Theorie der Tangentialkraft - متن Biela را 1836 کتاب

Mayerhofer, Josef (1970–1980). "Biela, Wilhelm von". Dictionary of Scientific Biography. Vol. 2. New York: Charles Scribner's Sons. pp. 125–126. ISBN 978-0-684-10114-9. {{cite encyclopedia}}: Cite has empty unknown parameter: |coauthors= (help)